# Џасинто Сити (Тексас)
Џасинто Сити (енгл. Jacinto City) град је у америчкој савезној држави Тексас. По попису становништва из 2010. у њему је живело 10.553 становника.

## Демографија
Према попису становништва из 2010. у граду је живело 10.553 становника, што је 251 (2,4%) становника више него 2000. године.
| Група             | 2000.         | 2010.         |
| Белци             | 2.341 (22,7%) | 1.294 (12,3%) |
| Афроамериканци    | 127 (1,2%)    | 371 (3,5%)    |
| Азијати           | 24 (0,2%)     | 24 (0,2%)     |
| Хиспаноамериканци | 7.767 (75,4%) | 8.856 (83,9%) |
| Укупно            | 10.302        | 10.553        |